# D-Sub

Schematy złączy D-sub

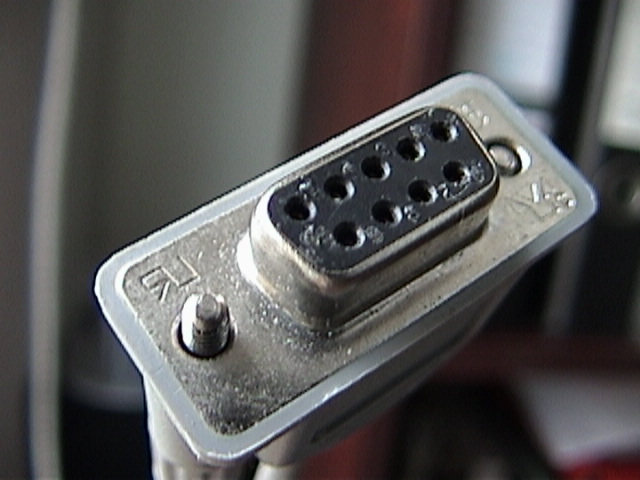
Wtyk żeński typu DE-9

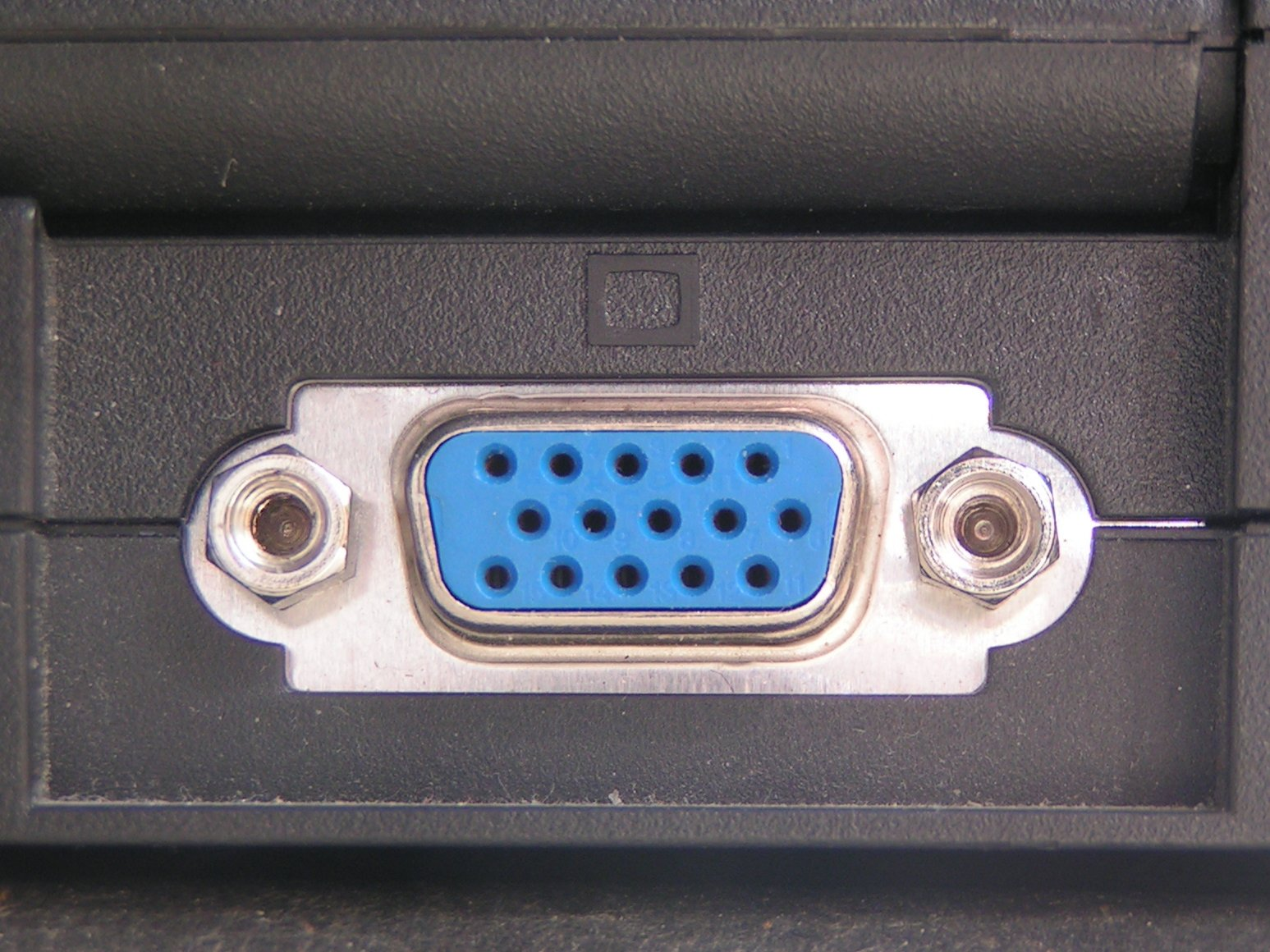
Złącze DE-15F w komputerach PC służy jako złącze VGA, SVGA i XGA

D-sub, pełna nazwa D-subminiature – rodzina wtyków i gniazd wykorzystywanych w urządzeniach i zakończeniach przewodów dla potrzeb połączeń w transmisji sygnałów pomiędzy urządzeniami elektronicznymi. Standardowe złącza D-sub mają 9, 15, 25, 37, 50 lub 60 pinów. Standard D-sub jest określeniem sposobu fizycznej budowy złącza, a nie przeznaczeń komunikacyjnych.
Nazwa złącza pochodzi od kształtu złącza podobnego do litery D.

## Zastosowania
Złącze DE-9 w komputerach PC służy jako port szeregowy COM w standardzie RS-232, posłużyło też jako złącze portu w standardzie RS-422A.
Złącze DE-9M (wariant złącza DE-9 bez dwóch śrub mocujących) służyło do podłączenia dżojstików do mikrokomputerów i konsol. Po raz pierwszy zostało użyte w konsoli Atari 2600, a następnie znalazło szerokie zastosowanie, m.in. w mikrokomputerach (rodzina 8-bitowych Atari, Commodore VIC-20, 64, 128, Amiga, Amstrad CPC, MSX, Sharp X68000), oraz konsolach (m.in. Sega Master System, Sega Genesis oraz Panasonic 3DO).
Złącze DA-15 w komputerach PC służy jako złącze „GamePort” (obecnie zastąpione przez USB).
Złącze DE-15F w komputerach PC służy jako złącze VGA, SVGA i XGA (obecnie wypierane przez DVI, HDMI oraz DisplayPort). Debiutowało w komputerach w 1986 roku.
Złącze DB-25 w komputerach PC służy jako złącze portu równoległego LPT (obecnie wyparte przez USB).